# 宮川琴花
宮川 琴花（みやがわ ことは、2006年12月25日 - ）は、日本の女子バレーボール選手である。

## 来歴
2025年1月、岡山シーガルズの内定選手となる。
2025年4月12日、2024-25シーズンの群馬グリーンウイングス戦に出場し、SVリーグ初出場。

## 人物
同じチームの宮川絢花は双子の姉。

## 所属チーム
- 柏原市立柏原中学校（2019-2022年）
- 大阪国際高等学校（2022-2025年）
- 岡山シーガルズ（2025年-）